# Der Imperialismus als höchstes Stadium des Kapitalismus

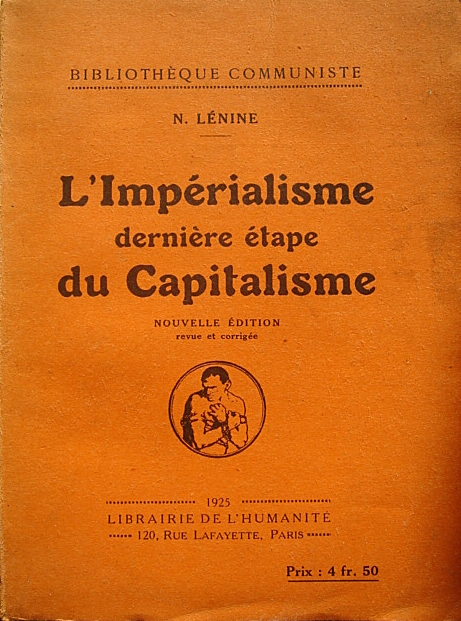
Französische Ausgabe von 1925

Der Imperialismus als höchstes Stadium des Kapitalismus (eigentlich: „Der Imperialismus als jüngste Etappe des Kapitalismus“) ist eine Schrift, die Wladimir Iljitsch Lenin 1916 in Zürich verfasste und die 1917 nach dem Sturz des Zaren in Russland veröffentlicht wurde. Deren Hauptaufgabe war es, „am Vorabend des ersten imperialistischen Weltkriegs, das Gesamtbild der kapitalistischen Weltwirtschaft in ihren internationalen Wechselbeziehungen“ darzustellen. Das Werk gilt als bedeutender und wirkmächtiger Beitrag zu den marxistischen Imperialismustheorien.

## Zur Werkgeschichte
Das Buch will sich auf unbestrittene Statistikdaten und Zeugnisse bürgerlicher Ökonomen stützen und war so geschrieben, dass die kaiserliche Zensur es als legal durchgehen lassen konnte. Aus diesem Grunde beschränkte es sich ursprünglich auch auf die rein ökonomische Analyse. Politisch kontroverse Stellungnahmen ergänzte Lenin erst mit dem Vorwort vom 6. Juli 1920; sie richten sich vornehmlich gegen das „Kautskyanertum“ (siehe auch Ultraimperialismus) innerhalb der Sozialdemokratie.
Lenins Vorarbeiten hatten schon in der zweiten Hälfte des Jahres 1915 in der Schweiz begonnen. Die Lektüre von 148 Büchern und 232 Beiträgen aus 49 verschiedenen Periodika wurden zu den „Heften zum Imperialismus“ verarbeitet. An Arbeiten, die ihm als Vorlagen dienten, nannte Lenin John Atkinson Hobsons Imperialismus (1902) und Das Finanzkapital von Rudolf Hilferding.
Geschrieben wurde das Werk zwischen Januar und Juni 1916. Zuerst veröffentlicht wurde es Mitte 1917 als Broschüre in Petrograd vom Verlag „Shisn i Snanije“. Das Vorwort zur französischen und deutschen Ausgabe von 1921 wurde erstmals in der Zeitschrift „Kommunistitscheski Internazional“ (Nr. 18) veröffentlicht. Ursprünglich lautete der deutsche Titel der Schrift „Der Imperialismus als jüngste Etappe des Kapitalismus“, was auch einer genaueren Übersetzung des russischen Originaltitels „Империализм, как новейший этап капитализма“ entspricht. Unter dieser Bezeichnung wurde das Werk in Deutschland bis 1926 veröffentlicht. Erst 1929 erhielt das Werk, in Anpassung an die stalinistische Doktrin, den heute allgemein gebräuchlichen Titel.

## Der Imperialismusbegriff
Im Anschluss an Marx’ materialistische Geschichtsauffassung stand für Lenin die Frage nach dem „ökonomischen Wesen des Imperialismus“ im Mittelpunkt der Analyse.
Lenin gab als Kurzdefinition, dass der Imperialismus das monopolistische Endstadium des Kapitalismus sei. Eine solche Definition enthalte die Hauptsache, denn auf der einen Seite sei das Finanzkapital das Bankkapital einiger weniger monopolistischer Großbanken, welches mit dem Kapital monopolistischer Industriellenverbände verschmolzen sei, und auf der anderen Seite sei die Aufteilung der Welt der Übergang von einer Kolonialpolitik, die sich ungehindert auf die noch von keiner kapitalistischen Macht eroberte Gebiete ausdehne, zu einer Kolonialpolitik der restlosen monopolistischen Beherrschung des gesamten Territoriums der dann unter Wenigen aufgeteilten Erde.
In seiner ausführlichen Begriffsbestimmung, die Lenin jedoch immer noch nicht für die vollständige Theorie hielt, führte er fünf Grundzüge an:
1. Konzentration der Produktion und des Kapitals, die eine so hohe Entwicklungsstufe erreicht hat, dass sie Monopole schafft, welche im Wirtschaftsleben die entscheidende Rolle spielen
2. Verschmelzung des Bankkapitals mit dem Industriekapital und Entstehung einer Finanzoligarchie auf der Basis des Finanzkapitals
3. der Bedeutungszuwachs des Kapitalexports im Verhältnis zum Warenexport
4. die Ausbildung internationaler monopolistischer Kapitalistenverbände, die den Weltmarkt unter sich aufteilen
5. die vollständige territoriale Aufteilung der Erde unter die kapitalistische Großmächte

„Der Imperialismus ist der Kapitalismus auf jener Entwicklungsstufe, wo die Herrschaft der Monopole und des Finanzkapitals sich herausgebildet, der Kapitalexport hervorragende Bedeutung gewonnen, die Aufteilung der Welt durch die internationalen Trusts begonnen hat und die Aufteilung des gesamten Territoriums der Erde durch die größten kapitalistischen Länder abgeschlossen ist.“

Unmittelbaren Anlass für die imperialistischen Kriege bildet dabei das ebenfalls erstmals von Lenin formulierte Gesetz der Ungleichmäßigkeit der ökonomischen und politischen Entwicklung der kapitalistischen Länder.

### I. Konzentration der Produktion und Monopole
Für Lenin stellt das ungeheure Wachstum der Industrie und der rasche Konzentrationsprozess der Produktion in Großbetrieben ein charakteristisches Merkmal des Kapitalismus dar. Dabei ist die Konzentration der Produktion viel stärker als die der Arbeiter; denn die Arbeit in den Großbetrieben ist weitaus produktiver als in den kleineren Produktionseinheiten. Die freie Konkurrenz erzeugt eine Konzentration der Produktion, und diese geht dann auf einer bestimmten Entwicklungsstufe in das Monopol über.
„Die Folge ist ein gigantischer Fortschritt in der Vergesellschaftung der Produktion“, der auch den „Prozess der technischen Erfindung und Vervollkommnung“ umfasst. „Die Produktion wird vergesellschaftet, die Aneignung jedoch bleibt privat.“ Die gesellschaftlich geschaffenen und genutzten Produktivkräfte würden in der Hand weniger Kapitalisten bleiben und der produzierte Mehrwert wird von diesen angeeignet.
Die Kartelle werden zu einer Grunderscheinung des Wirtschaftslebens. Große Teile desselben werden dadurch auf Dauer der Konkurrenz entzogen. Die Kartelle vereinbaren dann Verkaufsbedingungen, Zahlungsbedingungen, teilen Absatzgebiete untereinander auf, setzen Umsatzmengen und Preise für die Produkte fest und verteilen somit auch den Profit unter den Anbietern. Die freie Konkurrenz wird nur noch formal anerkannt; in Wirklichkeit bestehe ein Zwang, sich den Monopolverbänden zu unterwerfen, welche Zug um Zug für sich Rohstoffquellen und Absatzmärkte zu sichern suchen. Dazu dienen dann Maßnahmen wie Materialsperre; Sperrung der Arbeitskräfte; Sperre der Zufuhr; Sperre des Absatzes; Exklusivverträge mit den Abnehmern; planmäßige Preisunterbietung, um Außenseiter zu ruinieren; Sperrung des Kredits; Verrufserklärung.

### II. Die Banken und ihre neue Rolle
„Der Kapitalismus ist so weit entwickelt, dass die Warenproduktion, obwohl sie nach wie vor ‚herrscht‘ und als Grundlage der gesamten Wirtschaft gilt, in Wirklichkeit bereits untergraben ist und die Hauptprofite den ‚Genies‘ der Finanzmachenschaften zufallen.“

Ursprüngliche Funktion des Bankwesens war aber, brachliegendes Geldmittel zu sammeln und der Klasse der Kapitalisten zur Anlage in produktives Kapital verfügbar zu machen.
Eine „Handvoll Monopolisten“ erhält über den Weg der Kreditvergabe die Möglichkeit, sich über die Geschäftslage der einzelnen Kapitalisten genau zu informieren, und deren Geschäftspolitik schließlich zu kontrollieren und zu bestimmen. Die Konzentration im Bankwesen verengt den Kreis möglicher Kreditgeber und verschärft dadurch die Abhängigkeit der Kreditnehmer. Es kommt zu einer „Personalunion“ der Banken mit den größten Industrie- und Handelsunternehmungen durch Aktienbesitz und Aufsichtsratsmandate. Einerseits gewinnen die Banken in der Bedeutung für die Wirtschaft einen universalen Charakter; andererseits verstärkt sich die Tendenz zur arbeitsteiligen Spezialisierung.
„Der alte Kampf zwischen Klein- und Großkapital wiederholt sich auf einer unvergleichlich höheren Entwicklungsstufe.“

### III. Finanzkapital und Finanzoligarchie
„Der alte Kapitalismus hat sich überlebt.“ In Ausweitung des Begriffs von Hilferding schreibt Lenin:

„Konzentration der Produktion, daraus erwachsende Monopole oder Verwachsen der Banken mit der Industrie – das ist die Entstehungsgeschichte des Finanzkapitals und der Inhalt dieses Begriffs.“

Die sogenannte „Demokratisierung“ des Aktienbesitzes ist in Wirklichkeit nur eines der Mittel, die Macht der Finanzoligarchie zu vermehren; denn es genügt lediglich der Besitz eines Kontrollanteils, um als Mehrheitsaktionär die Entscheidungen zu bestimmen.
Das „Beteiligungssystem“ ermöglicht zudem, straflos das Publikum zu schröpfen, denn dadurch kann man sich auf einfachste Art der gesetzlichen Verantwortung für dunkle oder schmutzige Geschäftspraktiken entziehen oder sich auch Geschäftsrisiken oder Verluste verschieben.

„Die Trennung des Kapitaleigentums von der Anwendung des Kapitals in der Produktion, die Trennung des Geldkapitals vom industriellen oder produktiven Kapital, die Trennung des Rentners, der ausschließlich vom Ertrag des Geldkapitals lebt, vom Unternehmer und allen Personen, die an der Verfügung über das Kapital unmittelbar teilnehmen, ist dem Kapitalismus überhaupt eigen. Der Imperialismus oder die Herrschaft des Finanzkapitals ist jene höchste Stufe des Kapitalismus, wo diese Trennung gewaltige Ausdehnung erreicht. Das Übergewicht des Finanzkapitals über alle Formen des Kapitals bedeutet die Vorherrschaft des Rentners und der Finanzoligarchie, bedeutet die Aussonderung weniger Staaten, die finanzielle ‚Macht‘ besitzen.“

### IV. Der Kapitalexport
Der Kapitalismus der freien Konkurrenz war gekennzeichnet durch den Warenexport; für den Kapitalismus unter der Herrschaft der Monopole ist der Kapitalexport kennzeichnend. Er dient zur Entlastung der fortgeschrittenen Länder von ihrem „Kapitalüberschuss“, der sich in die Kolonien und/oder rückständigen Länder ergießt, wo er letztlich wieder zur Förderung des Warenexports dient.

„Die Notwendigkeit der Kapitalausfuhr wird dadurch geschaffen, daß in einigen Ländern der Kapitalismus ‚überreif‘ geworden ist und dem Kapital (unter der Voraussetzung der Unentwickeltheit der Landwirtschaft und der Armut der Massen) ein Spielraum für ‚rentable‘ Betätigung fehlt.“

### V. Die Aufteilung der Welt unter die Kapitalistenverbände
Der Weltmarkt ist längst geschaffen; es kommt so „ganz natürlich“ zu Abmachungen im Weltmaßstab, zur Aufteilung von Einflusssphären und zur Bildung von internationalen Kartellen. Dazu zwingen das Profitmotiv sowie das fortgeschrittene Niveau der Konzentration; ein anderes Kriterium als die Macht gibt es hierbei nicht.
Lenin zitiert die Berliner Zeitschrift Die Bank:

„Mögen doch unsre Staatssozialisten, die sich durch ein schönes Prinzip blenden lassen, endlich einsehen, daß in Deutschland Monopole nie den Zweck und den Erfolg gehabt haben, dem Konsum zu nützen oder auch nur dem Staat Anteil an dem Unternehmergewinn zu gewähren, sondern immer nur dazu gedient haben, verfahrene Privatindustrien mit Staatshilfe zu sanieren.“

### VI. Die Aufteilung der Welt unter den Großmächte
Die Kolonialpolitik hat die Besitzergreifung unbesetzter Landstriche auf diesem Planeten beendet; es kommt demnach nur Neuaufteilung in Frage. Imperialismus hat es schon immer gegeben; den Monopolen aber muss es um die Zusammenfassung der Rohstoffquellen in einer Hand gehen. Die imperialistische Vorrangstellung wird entscheidend für das internationale Machtgleichgewicht der europäischen und außereuropäischen Staatenwelt.

### VII. Der Imperialismus als besonderes Stadium des Kapitalismus
Der Imperialismus ist für Lenin die Weiterentwicklung des Kapitalismus als Gesellschaftsformation sowie dessen Grundeigenschaften. Ökonomisch grundlegend hierfür ist die Ablösung der freien Konkurrenz durch die kapitalistischen Monopole.
Lenin setzt sich hier mit den Imperialismus-Definitionen von Kautsky und Hobson auseinander, welche ihm beide zu kurz greifen.

### VIII. Parasitismus und Fäulnis des Kapitalismus
Jedes Monopol erzeugt „unvermeidlich die Tendenz zur Stagnation und Fäulnis“; denn es lässt bis zu einem gewissen Grad den Antrieb zum technischen und jedem anderen Fortschritt schwinden. Das Monopol hat sogar die Macht, diesen künstlich aufzuhalten.
Die Schicht der Rentiers wächst gewaltig an; damit meint Lenin Personen, die vom „Kuponschneiden“ leben und deren Beruf der Müßiggang sei.

„Die Welt ist in ein Häuflein Wucherstaaten und in eine ungeheure Mehrheit von Schuldnerstaaten gespalten.“

Der „Rentnerstaat“ widerspiegelt sich in den sozialpolitischen Verhältnissen dieser Länder wie in der Spaltung der Arbeiterbewegung in zwei Hauptströmungen. Die Erzielung von Monopolprofiten ermöglicht die „Bestechung“ der unteren Klassen in den Rentnerstaaten. Opportunismus und die imperialistische Ideologie dringen dadurch auch in der Arbeiterklasse ein.
Die Ausbeutung der gesamten Welt durch imperialistische Staaten wie seinerzeit Großbritannien begünstige die Verbürgerlichung eines Teils des dortigen Proletariats, indem sie von dem auf imperialistischer Vormachtstellung basierenden Extraprofit profitieren. Die Arbeiteraristokratie und Arbeiterführer würden von der Bourgeoisie gekauft oder zumindest bezahlt werden, was zu Erscheinungen wie Opportunismus in der Arbeiterbewegung führe. Kombiniert mit der imperialistischen Außen- und Militärpolitik komme in der Politik „Sozialchauvinismus“ auf, welcher kriegerische Auseinandersetzungen um die Durchsetzung der jeweiligen nationalen Machtpolitik wahrscheinlicher machen würde.

### IX. Kritik des Imperialismus
Das Kräfteverhältnis zwischen den imperialistischen Mächten kann auf Dauer nicht stabil sein. Friedenszeiten sind daher nur Atempausen zwischen den Kriegen.
Im Kampf gegen die nationale Unterdrückung werden Kräfte in den neu erschlossenen Ländern mobilisiert.

### X. Der Platz des Imperialismus in der Geschichte
Der monopolistische Kapitalismus hat alle Widersprüche des Kapitalismus verschärft. Phasen des raschen Wachstums sind nicht ausgeschlossen; die Entwicklung wird jedoch immer ungleichmäßiger. Die Fäulnis erfasst gerade die bisherigen Zentren wie etwa England. Daher glaubt Lenin, den Imperialismus richtiger zu kennzeichnen als „Übergangskapitalismus“ oder „sterbender Kapitalismus“.

## Rezeption
Lenins Unterscheidung von Kernländern und Peripherie innerhalb eines globalen Systems des Kapitalismus wurde in der lateinamerikanischen Dependenztheorie aufgegriffen. So von Raúl Prebisch, der behauptete, die Peripherie leide unter einer Verschlechterung der Austauschbedingungen (Prebisch-Singer-These), sowie von André Gunder Frank und Fernando Henrique Cardoso. Ebenso als eine Fortführung kann die Weltsystem-Theorie von Immanuel Wallerstein angesehen werden.
1926 kritisierte der deutsche marxistische Theoretiker Fritz Sternberg (1895–1963) Lenins Konzept einer Arbeiteraristokratie. Empirisch lasse sich zeigen, dass die Arbeiterklasse sich zwar ökonomisch differenziere, doch gehe dies mit einer Anhebung des Lohniveaus für alle Arbeiter und einem Rückgang der Arbeitslosigkeit einher. Es sei daher falsch, die Sozialdemokratie als „bestochen“ zu denunzieren (eine These, auf die später die Sozialfaschismusthese der Komintern aufbaute), sondern die objektiv günstige Entwicklung im Kapitalismus stelle die ökonomische Basis dafür dar, dass der Großteil der Arbeiterklasse in Deutschland weiterhin mehrheitlich die (nach Lenin: „revisionistische“) SPD und nicht die KPD wählte.
Der Politikwissenschaftler Iring Fetscher sieht Lenins These, dass Kriege durch die Interessen des Finanzkapitals verursacht würden, durch den Zweiten Weltkrieg falsifiziert: Weder die japanische Expansionspolitik noch die Zusammenarbeit der USA und der Sowjetunion in der Anti-Hitler-Koalition ließen sich mit Lenins Imperialismustheorie erklären. Zudem macht Fetscher darauf aufmerksam, dass die Einkommensverteilung, anders als von Lenin prognostiziert, nach dem Zweiten Weltkrieg in den USA und anderen westlichen Ländern weniger ungleich wurde: Die Einkommen waren breiter gestreut statt zunehmend konzentriert, die Herausbildung einer Mittelstandsgesellschaft hatte Lenin nicht vorhergesehen.
Nach dem Politikwissenschaftler Hartmut Elsenhans verliert Lenins Imperialismustheorie ihre logische Konsistenz, wenn das Gesetz des tendenziellen Falls der Profitrate, auf dem sie basiert, sich als falsch erweist. Für dieses Gesetz habe sich bis in die Gegenwart kein empirischer Beleg finden lassen.
Der Historiker Wolfgang J. Mommsen nennt das theoretische Niveau, auf dem Lenin argumentiert, gering. Trotz ihres Charakters als „kanonische Schrift“, zu der sie im Ostblock hochstilisiert worden sei, handele es sich im Kern um eine Polemik gegen Kautsky und den Revisionismus in der deutschen Sozialdemokratie, sowie um den Versuch, die Frage zu beantworten, warum die Revolution in den am weitesten fortgeschrittenen kapitalistischen Staaten ausblieb.
Der Historiker Gerd Koenen sieht mehrere logische Widersprüche, die Lenin seines Erachtens eigentlich selbst hätten auffallen müssen: So legte er den Beginn des modernen Imperialismus ins Jahr 1900, während der imperialistische Kolonialerwerb seinen Höhepunkt in den Jahrzehnten davor hatte. Der Kapitalexport, den er als eine entscheidende Ursache der Rivalität der imperialistischen Mächte ansah, betraf keineswegs alle von ihnen: Russland etwa war kein Kapitalexporteur, sondern -importeur. Lenins ökonomische Argumentation könne zudem nicht erklären, warum der Krieg in Europa statt in den Kolonialgebieten tobte. Auch hätte seine Theorie von der ökonomischen Rivalität der imperialistischen Mächte als wichtigste Kriegsursache eher eine militärische Auseinandersetzung zwischen Großbritannien und Frankreich erwarten lassen, die in Wirklichkeit in der Entente cordiale miteinander verbündet waren.